# پراخ
پراخ (به آلمانی: Perach) یک شهر در آلمان است که در التاتینگ واقع شده‌است.

## خصوصیات
پراخ ۱۴٫۱۴ کیلومترمربع مساحت دارد ۳۸۰ متر بالاتر از سطح دریا واقع شده‌است.